# Vinny Vella
Vinny Vella, nato Vincent Franco Vellacerra (New York, 11 gennaio 1947 – New York, 20 febbraio 2019), è stato un attore, comico e showman statunitense.

## Biografia
Divenne noto per il ruolo di Artie Piscano in Casinò (1995) di Martin Scorsese. 
Nel 2000, il regista John Huba girò un documentario di 67 minuti intitolato Hey, Vinny, in omaggio sia al suo soprannome che al nome di diversi personaggi da lui interpretati.
A New York lanciò uno spettacolo televisivo sulla MNN, chiamato Vinny Vella Show.
Nel 2007 aprì una pizzeria a Brooklyn.
Era sposato con Margaret Ann Hernandez, dalla quale ebbe un figlio, Vinny Jr.

## Filmografia parziale

### Cinema
- Casinò (Casino), regia di Martin Scorsese (1995)
- Il giocatore - Rounders (Rounders), regia di John Dahl (1998)
- Ghost Dog - Il codice del samurai (Ghost Dog: The Way of the Samurai), regia di Jim Jarmusch (1999)
- Mambo Café, regia di Reuben Gonzalez (2000)
- Crimini sul fiume Hudson (Interstate 84), regia di Ross Partridge (2000)
- Wannabes, regia di Charles A. Addessi (2000)
- Kissing Jessica Stein, regia di Charles Herman-Wurmfeld (2001)
- Un boss sotto stress (Analyze That), regia di Harold Ramis (2002)
- Coffee and Cigarettes, regia di Jim Jarmusch (2003)
- Prova a incastrarmi (Find Me Guilty), regia di Sidney Lumet (2006)
- Blood Money, regia di Stephen Asaro (2006)
- Bulletproof Man (Kill the Irishman), regia di Jonathan Hensleigh (2011)

### Televisione
- Law & Order - I due volti della giustizia (Law & Order) - serie TV, 1 episodio (2004)
- I Soprano (The Sopranos) - serie TV, 4 episodi (2005)

## Doppiatori italiani
- Gigi Reder in Casinò
- Paolo Marchese in Coffee and Cigarettes